# Nicolas Chastelet
Nicolas Jacquelin, sieur du Chastelet (dit aussi Nicolas Chastelet, Du Chastelet, Duchastelet), né vers 1594 et mort après 1641, est un chantre et compositeur français actif à Paris dans le second quart du XVIIe siècle. Il a surtout composé des airs ou des airs à boire, publiés entre 1632 et 1641.

## Biographie
Son acte de mariage permet d’estimer sa naissance vers 1594, et une origine familiale à Gien.
Le 22 janvier 1624 il se marie avec Marie Sodey. C’est le seul acte qui donne son nom complet : Nicolas Jacquelin, sieur de Chastelet. Il est alors dit ordinaire de la musique de la reine mère du roi (Marie de Médicis), demeurant rue des Arcis paroisse Saint-Médéric, âgé de trente ans environ, et fils de Nicolas Jacquelin marchand demeurant à Gien et de défunte Perrette Angot. Sa femme est fille de Pierre Sodey, conseiller ordinaire et provincial des guerres en Guyenne. Les compositeurs Gabriel Bataille et Paul Auget figurent parmi ses témoins. La dot se monte à 3600 lt (dont une partie est à payer plus tard) et l’épouse reçoit un douaire de 1600 lt une fois payé.
Le 10 janvier 1641, au moment de la sépulture de sa femme en l’église Saint-Paul, Nicolas Chastelet était toujours chantre de la musique de la reine mère, et demeurait rue Sainte-Croix-de-la-Bretonnerie.
Le fait que le livre de 1641 soit dédicacé à Cinq-Mars peut signifier que Chastelet travaillait dans la mouvance de Gaston d’Orléans.

## Œuvres

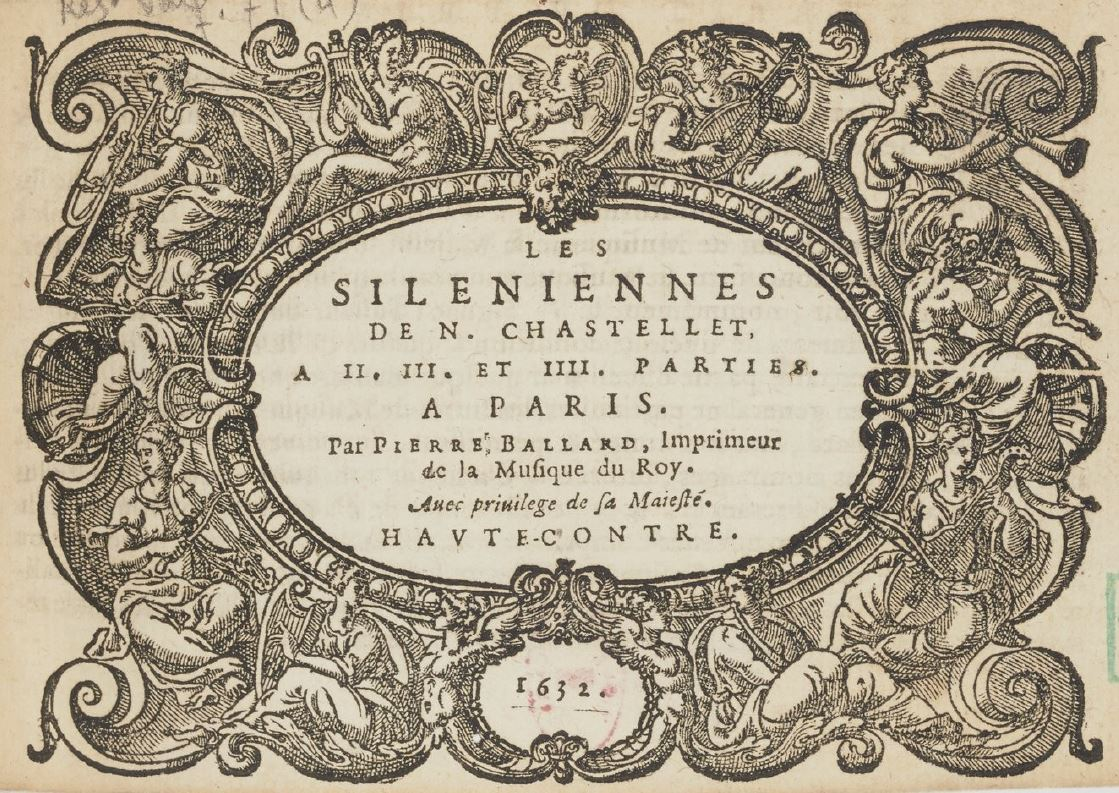
Page de titre des Siléniennes (Paris, 1632). Paris BnF.

De Chastelet, on ne connaît que des airs profanes.
- Les Siléniennes de N. Chastelet, à II, III et IIII parties. Paris : Pierre I Ballard, 1632. 4 vol. 8° oblong. RISM C 1957, Guillo 2003 n° 1632-D.

Contient 15 airs à boire ; Chastelet est également l’auteur des textes. La partie de haute-contre est numérisée sur Gallica.
- Second livre des Siléniennes de N. Du Chastelet, à trois et quatre parties. Paris : Pierre I Ballard, 1639. 4 vol. 8° obl. RISM C 1958, Guillo 2003 n° 1639-C.

Contient 18 airs à boire. Dédicace à Monsieur Chappel, conseiller du roi et contrôleur au grenier à sel de Rouen.
- Airs à III et IV parties, de N. Du Chastelet. Paris : Robert III Ballard, 1641. 4 vol. 8° obl., RISM C 1959, Guillo 2003 n° 1641-B.

Contient 20 airs ; Dédicace à Monsieur de Cinq-Mars, Grand écuyer de France.
- Vingt-deux de ses airs sont transcrits pour une ou deux voix dans un recueil manuscrit à Paris BNF (Mus.) : RES VMA MS-854 (voir le dépouillement dans le catalogue de la BnF.
- Quatre de ses airs ou chansons sont présents dans le corpus Horicke.